# Міжнародна федерація гімнастики
Міжнаро́дна федера́ція гімна́стики (фр. Federation Internationale de Gymnastique, FIG; або англ. International Federation of Gymnastics, IFG) — федерація гімнастичних видів спорту. Найстаріша спортивна федерація світу.

## Історія
23 липня 1881 року за ініціативою президента Бельгійської гімнастичної асоціації Ніколаса Куперуса на конгресі в Льєжі (Бельгія) була створена Європейська гімнастична асоціація, яка об'єднала представників трьох держав — Бельгії, Нідерландів і Франції. Таким чином, Міжнародна федерація гімнастики — найстаріша міжнародна спортивна федерація. Поступово географія країн-учасниць розширилася і в 1921 році Європейська гімнастична асоціація реорганізувалася в Міжнародну федерацію гімнастики (FIG).
Гімнастика входить в олімпійську програму з перших Олімпійських ігор 1896 року. Міжнародна федерація гімнастики входить в Асоціацію міжнародних федерацій олімпійських літніх видів спорту і визнана Міжнародним олімпійським комітетом.
Федерація розробляє регламенти виступів, які визначають правила оцінки виступів гімнастів. У Міжнародну федерацію гімнастики входять шість гімнастичних дисциплін: спортивна гімнастика (чоловіча і жіноча), художня гімнастика, спортивна аеробіка, спортивна акробатика, стрибки на батуті.